# 481
| [ Edytuj tabelę ]          |                                            |
| Cesarz Bizancjum           | - 474 Zenon 491                            |
| Król Franków               | - 457 Childeryk I 481 - 481 Chlodwig I 511 |
| Król Kentu                 | - 455 Hengest 488                          |
| Patriarcha Konstantynopola | - 471 Akacjusz 488                         |
| Władca Korei               | - 413 Changsu 491                          |
| Król Munsteru              | - 453 Óengus 489                           |
| Król Ostrogotów            | - 471 Teodoryk Wielki 526                  |
| Papież                     | - 468 Symplicjusz 483                      |
| Król Persji                | - 459 Peroz I 484                          |
| Król Wandalów              | - 477 Huneryk 484                          |
| Król Wizygotów             | - 466 Euryk 484                            |

Rok 481 / CDLXXXI
stulecia: IV wiek ~
V wiek ~
VI wiek

lata: 471 «
476 «
477 «
478 «
479 «
480 «
481
» 482
» 483
» 484
» 485
» 486
» 491

## Wydarzenia
- (lub 482) Chlodwig I objął tron Franków[1].

## Zmarli
- Childeryk I – król Franków z dynastii Merowingów